# Bruglaan 6 (Baarn)
Bruglaan 6 is een gemeentelijk monument aan de Bruglaan in het Prins Hendrikpark in Baarn in de provincie Utrecht.
Het koetshuis ligt aan de Bruglaan en is gericht naar het Kippenbruggetje over het spoorravijn. Het koetshuis hoorde bij de villa Prinses Marielaan 4a. Het langgerekte pand heeft in de lange gevel aan de Bruglaan een topgevel met onderaan een brede inrijdeur.